# Beinn a' Bheithir
Beinn a' Bheithir är en bergskedja i Storbritannien.   Den ligger i kommunen Highland och riksdelen Skottland, i den nordvästra delen av landet, 700 km nordväst om huvudstaden London.